# Symbiobacterium ostreiconchae
Espèce
Symbiobacterium ostreiconchae est une bactérie thermophile de coloration de gram négative mais dont la paroi cellulaire est typique des bactéries à Gram-positif.

## Historique
C'est le long des côtes du Pacifique au niveau d'Eno-shima (Japon), que la souche KY38, devenue souche type de l'espèce Symbiobacterium ostreiconchae, a été isolée d'une huître. Cette espèce a été décrite en même temps que les espèces S. turbinis et S. terraclitae.

## Taxonomie

### Étymologie
L'étymologie de cette espèce Symbiobacterium ostreiconchae est la suivante : os.tre’i.con’chae. L. fem. n. ostrea, huître; L. fem. n. concha, une coquille; N.L. gen. fem. n. ostreiconchae car la souche type de cette espèce a été isolée d'une coquille d'huître,. Le nouveau nom a été validé également en 2015 par l'ICSP et publié dans le journal IJSEM.

### Phylogénie
Les analyses phylogénétiques des séquences de l'ARNr 16S de la souche KY38 ont démontré que cette bactérie appartient bien au genre Symbiobacterium. La séquence de cette souche est identique à 97,8 % de celle de Symbiobacterium thermophilum. Le groupe de bactéries des Symbiobacterium représente un cluster au sein de l'ordre Clostridiales mais distinct des autres familles.